# Idioma mocoví
El idioma mocoví o moqoit la’qaatqa es una lengua de la familia lingüística mataco-guaicurú hablada en Argentina por el pueblo mocoví, que habita en localidades del centro y norte de la provincia de Santa Fe, en la zona oriental de la provincia del Chaco y en la parte sur de la provincia de Formosa.
En 2010 la provincia del Chaco designó al mocoví como idioma cooficial con el idioma español, las lenguas indígenas toba (o qomlaqtaq) y wichí.
La familia de lenguas mataco-guaicurúes es un conjunto de 11 lenguas indígenas de América habladas en Argentina, Bolivia, Brasil y Paraguay, que comprende dos subfamilias con un total aproximado de 100 000 hablantes distribuidos en las cuencas de los ríos Bermejo, Pilcomayo y Paraguay. Otras lenguas de la familia se hallan extinguidas y algunas otras están amenazadas de desaparición.
Con respecto a la difusión de la lengua, en la provincia de Santa Fe es utilizada mayormente por la población mocoví anciana, entre los adultos está extendido el bilingüismo y entre los jóvenes se prefiere el idioma español. En la provincia del Chaco la lengua y la cultura mocoví son cuidadosamente preservadas. La escritura en idioma mocoví fue inexistente hasta la década de 1950, cuando un grupo de misioneros desarrolló un sistema de escritura en alfabeto latino para la lengua toba, que luego fue adaptada al mocoví para la traducción de la Biblia por Alberto Buckwater. Este sistema de escritura todavía está basado en la correspondencia con la ortografía del español, por lo que contiene algunas de sus irregularidades.

## Fonología

### Consonantes
Las siguientes son las consonantes del mocoví:
|                    |           | Bilabial | Alveolar | Palatal | Velar | Uvular | Glotal |
| ------------------ | --------- | -------- | -------- | ------- | ----- | ------ | ------ |
| Nasal              | Nasal     | m        | n        | ɲ       |       |        |        |
| Oclusiva/ Africada | plain     | p        | t        | t͡ʃ      | k     | q      | ʔ      |
| Oclusiva/ Africada | voiced    |          | d        | d͡ʒ      | ɡ     | ɢ      | ʔ      |
| Fricativa          | Fricativa |          | s        | ʃ       |       |        | h      |
| Vibrante           | Vibrante  |          | ɾ        |         |       |        |        |
| Lateral            | Lateral   |          | l        | ʎ       |       |        |        |
| Semivocal          | Semivocal | w        |          | j       |       |        |        |

### Vocales
Grondona (1998) describe las siguientes vocales:
|         | Anterior | Central | Posterior |
| ------- | -------- | ------- | --------- |
| Cerrada | i iː     |         |           |
| Media   | e eː     |         | o oː      |
| abierta |          | a aː    |           |